# Manuel Uribe
Manuel Uribe Garza (Monterrey (Mexico), 11 juni 1965 – aldaar, 26 mei 2014) was een Mexicaans persoon, bekend omdat hij met 597 kilogram de zwaarste man ter wereld zou zijn.
In maart 2007 vierde Uribe het feit dat hij 200 kg was afgevallen, waarmee hij, naar eigen zeggen, op weg was om naast (voorheen) de zwaarste man ook de meest afgevallen man ter wereld te worden. Uribe verloor in een jaar tijd ruim een derde van zijn totale gewicht. In oktober 2008 werd bekend dat hij zou gaan trouwen. Het huwelijk vond noodgedwongen in bed plaats, omdat Uribe in oktober 2008 nog zo'n 360 kg woog en niet mobiel was. In maart 2008 was hij ongeveer 250 kg afgevallen. 
Hij overleed op 26 mei 2014 op 48-jarige leeftijd in een ziekenhuis in Monterrey, waar hij met hartklachten was opgenomen.
Zijn lengte was 1,96 m